# Eduardo Frei Montalva
Eduardo Frei Montalva (Santiago del Cile, 16 gennaio 1911 – Santiago del Cile, 22 gennaio 1982) è stato un avvocato e politico cileno di padre svizzero. Fu presidente del Cile dal 3 novembre 1964 al 3 novembre 1970 e padre di Eduardo Frei Ruiz-Tagle, presidente cileno tra il 1994 e il 2000.

## Biografia
Laureato in giurisprudenza presso l'Universidad Católica de Chile (1933), aderì alle dottrine sociali della chiesa e militò nella gioventù conservatrice. Nel 1935 fondò il movimento giovanile della Falange Nacional, staccatosi dal Partito Conservatore e trasformatosi nel 1957 nel Partito Democratico Cristiano (Partito Democratico Cristiano del Cile), di cui divenne il capo indiscusso. Ministro dei Lavori Pubblici e delle Vie di comunicazione col Presidente Juan Antonio Ríos (1945-1946), si dimise in segno di protesta per i fatti culminati nel "massacro di piazza Bulnes" (28 gennaio 1946). Eletto più volte senatore, venne sconfitto alle presidenziali del 1958 dal candidato indipendente del centro-destra Jorge Alessandri Rodríguez.
Frei fu eletto presidente della Repubblica nel 1964 al termine di una combattutissima campagna elettorale grazie all'attrazione esercitata sui giovani coi suoi ideali umanisti e all'appoggio incondizionato della destra, decisa a sbarrare la strada al candidato socialista Salvador Allende. Avviò una politica detta di "Rivoluzione nella libertà" caratterizzata da una moderata riforma agraria e dalla partecipazione dello Stato nell'industria mineraria (detta "cilenizzazione del rame"). Nel 1965, infatti, con Frei lo Stato cileno divenne socio della Kennecott Copper Co., una delle compagnie statunitensi che detenevano le miniere di rame del Cile, ma i profitti di tali imprese private in realtà triplicarono grazie ad un regime tributario a loro favorevole, e sfavorevole allo Stato cileno. Inoltre, nel 1969, Frei concluse per lo Stato l'acquisto del 51% delle azioni della Anaconda Copper Mining Co., altra compagnia statunitense del rame in Cile, ma anche stavolta a condizioni che furono molto criticate perché sfavorevoli allo Stato cileno.
Intraprese anche un vasto programma di sviluppo sociale: riformò la pubblica istruzione, regolò il sindacalismo rurale, varò un piano di edilizia popolare e di assistenza alla maternità. In politica estera accentuò la collaborazione interamericana partecipando all'attività del Gruppo Andino (Bolivia, Colombia, Cile, Ecuador, Perù e Venezuela) per arrivare alla formazione di un mercato unico. Emendò la Costituzione estendendo il suffragio a tutti i cittadini di età superiore ai diciotto anni (1970).
Dopo le elezioni presidenziali in Cile del 1970 si accordò il 24 ottobre con il candidato della sinistra Salvador Allende per eleggerlo in congresso suo successore, invece del candidato della destra Jorge Alessandri Rodríguez, e Allende entrò ufficialmente in carica il 2 novembre dello stesso anno.
Fu eletto Presidente del Senato dopo le elezioni del 1973 e sostenne il golpe del generale Augusto Pinochet (11 settembre 1973), che riteneva un espediente transitorio per salvare la democrazia da una deriva totalitaria. In una lettera scritta nel novembre 1973 a Mariano Rumor (presidente dell'Internazionale democristiana), Frei affermò che il suo partito, da sempre difensore della democrazia, «in 40 anni di esistenza non ha mai vacillato nella difesa di questi principi e nella sua lotta contro tutte le forze fasciste (Falange spagnola, fascismo in Italia e nazismo in Germania)», aggiungendo che la situazione che si era verificata fu dovuta al governo di Unità Popolare, da sempre minoranza nel Paese e incapace di riconoscerlo. L'ex Presidente cileno sostenne che i rappresentanti del governo cileno, anziché provare ad aumentare il proprio consenso, cercarono di imporre un modello di società marxista-leninista, proponendo la creazione dei Tribunali popolari e la sostituzione del Parlamento con un'Assemblea popolare per instaurare la dittatura.
Deluso dal regime personale instaurato da Pinochet, si oppose apertamente all'approvazione della nuova Costituzione presidenziale del 1980 preparata dal regime e divenne uno dei principali esponenti dell'opposizione democratica.

### Omicidio
Frei morì per un'infezione post-operatoria, ma nel 2005 un ex agente dei servizi segreti cileni (Dirección de inteligencia nacional), Michael Townley, rivelò che Frei era stato avvelenato con una tossina prodotta in laboratori militari. Venne probabilmente infettato con tossina botulinica, tallio e iprite: le ultime due sostanze distruggono il sistema immunitario, lasciando campo libero alle infezioni, sia indotte sia naturali.